# 我的另一半
《我的另一半》是香港歌手黎明的精選輯，全碟由陳永明監製，由唱片公司寶麗金於1993年3月首次發行，獲得雙白金銷量（十萬張以上）。

## 製作
《我的另一半》是配合黎明主演的電視連續劇《原振俠》而推出的專輯，專輯的封套以宇宙空間作為背景，除了收錄《原振俠》的主題曲和插曲外，亦收錄了多首黎明以往主唱的電視劇或電影歌曲。主打歌曲之一的〈願你今夜別離去〉改編自日本歌曲，由盧東尼重新編曲，使用真樂器製作音樂，另一首主打歌曲〈我的另一半〉由黎明以「天濛光」為筆名作曲，而歌曲〈內疚〉為〈我的另一半〉的同曲異詞作品，以結他為主要伴奏樂器。

## 曲目列表
| CD       | CD                       | CD       | CD          | CD       | CD             | CD | CD    |
| 曲序     | 曲目                     |          | 作曲        | 编曲     | 首次收錄專輯   | 备注 | 时长  |
| -------- | ------------------------ | -------- | ----------- | -------- | -------------- | --- | ----- |
| 1.       | 願你今夜別離去           | 劉卓輝   | 松本俊明    | 盧東尼   | 我的另一半     | 改編自稲垣潤一的〈終着駅〉 電視劇《原振俠》主題曲                                                        | 5:00  |
| 2.       | 真的愛情定可到未來       | 向雪懷   | 堀内孝雄    | 唐奕聰   | 我的另一半     | 改編自堀內孝雄和桂銀淑的〈都會の天使たち〉 其他版本為劉德華、陳嘉露的〈相依、相戀〉 電視劇《原振俠》插曲 | 4:05  |
| 3.       | 我的另一半               | 劉卓輝   | 天濛光      | 蘇德華   | 我的另一半     | 電視劇《原振俠》插曲                                                                                     | 2:20  |
| 4.       | 內疚                     | 劉卓輝   | 天濛光      | 蘇德華   | 我的另一半     | 電視劇《原振俠》插曲 〈我的另一半〉同曲異詞作品                                                          | 2:20  |
| 5.       | 兩心知                   | 向雪懷   | Ryo Aska    | 盧東尼   | 我的感覺       | 電影《神算》主題曲 改编自ASKA的〈开始时总是下着雨〉                                                      | 4:25  |
| 6.       | 人在邊緣                 | 陳少琪   | 盧東尼      | 盧東尼   | 親近你         | 電視劇《人在邊緣》主題曲                                                                                 | 4:07  |
| 7.       | 真愛在明天（周慧敏合唱） | 向雪懷   | 黎沸揮      | 盧東尼   | 我的感覺       | 電影《痴情快婿》主題曲 改编自伍思凯，马玉芬的〈关于爱情〉                                                | 4:04  |
| 8.       | 不羈舞台                 | 陳少琪   | 盧東尼      | 盧東尼   | 我的感覺       | 電影《痴情快婿》插曲                                                                                     | 3:39  |
| 9.       | 人在黎明                 | 陳少琪   | 高人傑      | 盧東尼   | 是愛、是緣     | 電視劇《今生無悔》插曲 改编自高人杰的〈多少年才学会专一〉                                                | 4:20  |
| 10.      | 對不起，我愛妳           | 向雪懷   | 盧東尼      | 盧東尼   | 是愛、是緣     | 電視劇《今生無悔》插曲                                                                                   | 3:48  |
| 11.      | 情歸落泊                 | 劉卓輝   | Marc Almond | 鮑比達   | 但願不只是朋友 | 電影《明月照尖東》主題曲 改編自Marc Almond的〈A Lover Spurned〉                                          | 4:55  |
| 12.      | 柔情冷看千夫指           | 向雪懷   | 盧東尼      | 盧東尼   | 是愛、是緣     | 電視劇《大地飛鷹》主題曲                                                                                 | 3:24  |
| 总时长： | 总时长：                 | 总时长： | 总时长：    | 总时长： | 总时长：       | 总时长：                                                                                                 | 46:26 |

## 幕後製作人員
以下是《我的另一半》的幕後製作人員名單：
- 鍵琴：盧東尼（曲目1）、唐奕聰（曲目2）
- 結他：蘇德華（曲目1－4）
- 低音結他：林志宏（曲目1）
- 鼓：陳偉強（曲目1）
- 色士風：Phil（曲目2）
- 電子樂器：唐奕聰（曲目2）
- 和音：張偉文（曲目1,2）、陳美鳳（曲目1,2）、譚錫禧（曲目1,2）、李小梅（曲目1,2）
- 混音：Ronnie Ng、Leo Chan
- 錄音：Ronnie Ng
- 設計概念、設計：Waily Lee
- 圖像：Alan Chik
- 圖像（電腦）：Picture Industries Ltd.
- 攝影：Lawrence Lee
- 後期製作：Maria Swinton
- 監製：陳永明
- 經理人公司：百事活娛樂事業有限公司

## 流行榜成績
以下是《我的另一半》的派台歌曲名單，以及其歌曲在香港三大電子媒體音樂流行榜的最高位置。
| 派台歌曲／流行榜       | 903專業推介 | 中文歌曲龍虎榜 | 勁歌金榜 | 參考  |
| ---------------------- | ----------- | -------------- | -------- | ----- |
| 〈願你今夜別離去〉     | 冠軍        | 冠軍           | 冠軍     | [ 8 ] |
| 〈真的愛情定可到未來〉 | 第16位      | 未能上榜       | 第10位   |       |

## 獎項
以下是收錄於《我的另一半》專輯的歌曲獲頒發的獎項：
- 電視廣播有限公司1993年度勁歌金曲季選——第一季得獎歌曲〈願你今夜別離去〉[9]
- 香港商業電台1993年度叱吒我最喜愛歌曲——第一回合得獎歌曲〈願你今夜別離去〉[10]